# Denis Favier
Pour les articles homonymes, voir Favier.
Denis Favier, né le 18 mai 1959 à Lons-le-Saunier, est un général français de la Gendarmerie nationale. Il s'est illustré une première fois en 1994 à la tête du GIGN lors du règlement de la prise d'otages de Marignane puis comme commandant du GIGN de 2007 à 2011 et enfin à la tête de la Gendarmerie Nationale de 2013 à 2016, en dirigeant les opérations anti-terroristes après les attentats contre la rédaction de Charlie Hebdo et après ceux du 13 novembre 2015.
Il quitte ses fonctions le 31 août 2016  pour occuper le poste de chef de la sûreté de TotalEnergies, et est remplacé par le général d'armée Richard Lizurey.

## Biographie
Élève au collège militaire d'Autun de 1975 à 1978, puis au lycée militaire d'Aix-en-Provence de 1978 à 1981, il intègre l'école spéciale militaire de Saint-Cyr en 1981, promotion de la Grande Armée. À sa sortie en 1983, il choisit la Gendarmerie et intègre l'École des officiers de la Gendarmerie nationale.
Il est ensuite affecté comme lieutenant à l'escadron de gendarmerie mobile 8/17 de Baccarat. Il retourne ensuite à Coëtquidan comme instructeur, puis prend en 1990 le commandement de la compagnie de gendarmerie départementale de Saint-Gaudens. En 1992, il prend le commandement du GIGN. Le 26 décembre 1994, il conduit la libération des otages du vol AF 8969 sur l'aéroport de Marseille-Marignane.
En 1997, il suit les cours du Collège interarmées de Défense. À l'été 2000, après deux affectations en administration centrale, devenu lieutenant-colonel, il prend le commandement du groupement de gendarmerie départementale de la Haute-Savoie jusqu'en juillet 2003. Durant cette période, de 2002 à 2003, il contribue notamment, dans le ressort de la zone de compétence de la Gendarmerie, à la sécurité du sommet du G8 à Évian-les-Bains.
En août 2007, après deux affectations au service des ressources humaines de la direction générale, il prend le commandement du Groupement de sécurité et d'intervention de la Gendarmerie nationale (GSIGN) et conduit la restructuration de l'unité pour la transformer en une force mieux intégrée, capable notamment de contrer les menaces issues du terrorisme de masse. Cette importante réforme conduit en fait à créer − en substitution au GSIGN − un nouveau GIGN le 1er septembre 2007. La nouvelle unité − renforcée dans son commandement, dans sa formation et dans son support − incorpore les effectifs de l'ancien GIGN, ceux de l’EPIGN, ceux du GISA ainsi que le détachement gendarmerie du GSPR. 
Ces unités perdent elles aussi leurs appellations d'origine pour devenir des « forces » - ou des composantes de forces - du nouveau GIGN.
En avril 2008, il participe à l'opération Thalathine, qui vise à libérer les otages du voilier Le Ponant, retenus par des pirates somaliens. Au cours de cette mission, il est « tarponné » (parachuté en pleine mer) afin de rejoindre les navires de la Marine nationale.
Le 1er juin 2008, il est nommé général de brigade, devenant ainsi le plus haut gradé ayant commandé cette unité.
Promu général de division à compter du 1er décembre 2010, il est élevé aux rang et appellation de général de corps d’armée le 1er août 2011.
Il commande la région de gendarmerie d'Île-de-France et la gendarmerie pour la zone de défense et de sécurité de Paris du 18 avril 2011 au 21 mai 2012, date à laquelle il est nommé « conseiller gendarmerie » auprès du ministre de l'Intérieur Manuel Valls.
Le 10 avril 2013, en conseil des ministres, il fait l'objet d'une promotion, confirmée par un décret du 11 avril 2013 l'élevant au rang et à l'appellation de général d'armée. Simultanément, il est nommé directeur général de la Gendarmerie nationale.
En octobre 2014, c'est lui qui est chargé de diriger l'opération de rétablissement de l'ordre à Sivens. Il poursuivra en diffamation un internaute ayant gravement insulté sa personne et l'exercice de ses fonctions. Le 9 janvier 2015, il prend personnellement la tête de l'opération qui conduit à la neutralisation des frères Kouachi, auteurs présumés de l'attentat contre Charlie Hebdo deux jours plus tôt, à la suite d’une prise d'otages dans une entreprise de Dammartin-en-Goële, près de Roissy-en-France.
Il annonce en juin 2016 qu'il quitte son poste de directeur général de la Gendarmerie nationale au 1er septembre 2016 pour rejoindre la société Total en tant que directeur de la sûreté du groupe.
Il est marié et père de quatre enfants.
Le 1er juillet 2022, son fils, le capitaine Jérôme Favier, âgé de 33 ans et officier du Groupe d'intervention de la Gendarmerie nationale (GIGN), est victime d'un accident mortel en paramoteur à Goussainville au cours d'un vol d'entraînement.

## Décorations
|  |  |  |  |  |  |
|  |  |  |  |  |  |
|  |  |  |  |  |  |
|  |  |  |  |  |  |
|  |  |  |  |  |  |

### Intitulé
- Grand officier de la Légion d'honneur (2015)[12]

- Citation à l'ordre de l'Armée avec croix de la Valeur militaire (1995)
- Citation à l'ordre du régiment avec croix de la Valeur militaire (2009)
- Médaille de la Gendarmerie nationale avec grenade en bronze (2003)[13]
- Médaille d’Outre-Mer "Liban" - Vermeil (2010)
- Médaille de la Défense nationale échelon Bronze (1988)
- Médaille commémorative française - agrafe ex-Yougoslavie (2005)
- Médaille d'honneur pour acte de courage et de dévouement - Or
- Médaille d'honneur pour acte de courage et de dévouement - Argent 1re classe
- Médaille d'honneur de l'administration pénitentiaire - Bronze (1993)
- Citation sans croix simple à l'ordre du régiment gendarmerie (1992)
- Citation sans croix à l’ordre du corps d’armée (2003)
- Officier de l'ordre du mérite de la République italienne (2013)[14]
- Officier de l'ordre national de Côte d'Ivoire
- Commandeur de l'ordre national du Lion du Sénégal[15]
- Grand croix de l'Ordre du mérite de la Guardia Civil (Espagne)[16]

- Commandeur de l'Ordre du Mérite civil (Espagne)[17]

## Brevets militaires
|  |

### Intitulé
- Brevet de parachutiste militaire[18]

## Filmographie
L'Assaut retraçant l'assaut du GIGN lors de la prise d'otages du vol 8969 d'Air France sur l'aéroport Marseille-Provence, avec Grégori Derangère qui y interprète le rôle du chef-d'escadron Favier.

## Source
- Jean-Dominique Merchet, « Denis Favier, le général du GIGN », 5 juin 2008.